# Czarna brygada (film)
Czarna Brygada (org. Carter's Army lub Black Brigade) – amerykański, telewizyjny dramat wojenny z 1970 roku w reż. George McCowana.

## Opis fabuły
Niemcy 1944 rok. Kapitan Carter otrzymuje zadanie zajęcia tamy, niedopuszczenia do jej wysadzenia i utrzymania jej aż do nadejścia głównych sił. Do jego wykonania, zostaje mu przydzielony nieduży oddział czarnoskórych żołnierzy, na co dzień zajmujących się grzebaniem poległych i kopaniem latryn. Żołnierze ci są wprawdzie "na bakier" z dyscypliną, a większość czasu poświęcają piciu i grze w karty, jednak w trakcie wykonywania misji stać ich na efektywne działanie i bohaterstwo – nie bez strat wykonują zadanie.

## Obsada aktorska
- Stephen Boyd – kpt. Carter
- Robert Hooks – por. Wallace
- Susan Oliver – Anna Renvic
- Roosevelt Grier – "Big Jim"
- Moses Gunn – szer. Hayes
- Richard Pryor – szer. Crunk
- Glynn Turman – szer. Brightman
- Billy Dee Williams – szer. Lewis
- Paul Stewart – gen. Clark

i in.